# Мирослав Читаковић
Мирослав Читаковић (Скопље, 19. децембар 1936 — Београд, 2. јануар 2017) био је југословенски и српски филмски и позоришни глумац и спортиста. 1958, 1962, 1964, 1967. и 1969. године био је првак СФРЈ у рвању грчко-римским стилом. у тешкој категорији. Више пута наступао је за репрезентацију СФРЈ на међународним такмичењима, а више од 15 година радио је као спасилац на савском купалишту у Београду.

## Филмографија
|         | 1970 | 1980 | Укупно |
| ------- | ---- | ---- | ------ |
| ТВ филм | 3    | 1    | 4      |

| Год.   | Назив                    | Улога \|- style="background: Lavender; text-align:center; " | 1970-е | 1970-е | 1970-е | 1970-е |
| 1971.  | Чудо ТВ филм             | /                                                           |        |        |        |        |
| 1972.  | Болани Дојчин ТВ филм    | /                                                           |        |        |        |        |
| 1974.  | Заклетва ТВ филм         | /                                                           |        |        |        |        |
| 1980-е |                          |                                                             |        |        |        |        |
| 1983.  | Карађорђева смрт ТВ филм | Џелат                                                       |        |        |        |        |